# William Benjamin Carpenter
William Benjamin Carpenter CB FRS (født 29. oktober 1813, død 19. november 1885) var en engelsk læge, fysiolog og zoolog med speciale i hvirvelløse dyr. Han spillede en central rolle i det forenede University of Londons tidlige stadier.
I 1868 opdagede han i samarbejde med C. Wyville Thomson, at der findes liv i de dybe dele af havet – en opdagelse, de gjorde ved hjælp af opmudring.(p. 15)  Deres undersøgelse modbeviste Edward Forbes' påstand fra dennes bog Distribution of Marine Life fra 1854 om, at der ikke kunne eksistere liv i havet på en dybde længere nede end omkring 600 meter.

## Værker
- Carpenter, William Benjamin (1842). Principles of Human Physiology. Philadelphia: Lea and Blanchard. principles of human physiology 1842.
- Carpenter, William B. (1848). Animal Physiology (2 udgave). London: Wm. S. Orr and Co. s. 579. Den første udgave var 1843, dedikeret til Sir James Clark.
- Carpenter, William Benjamin (1874). Principles of Mental Physiology. H.S. King and Co (facsimil af Thoemmes Press 1998. ISBN 1-85506-662-9; genudgivet af Cambridge University Press 2009.). ISBN 978-1-108-00528-9.
- Carpenter, William Benjamin; Carpenter, J. Estlin (1888). Nature and man: essays scientific and philosophical. London: Kegan Paul & Trench. En posthum samling af hans værker i tidsskrifter.
- Carpenter, William Benjamin (1887). Mesmerism, Spiritualism, Etc: Historically and Scientifically Considered. New York: D. Appleton and Company.
- Carpenter, William Benjamin (1853).  Condie, David Francis (red.). On the use and abuse of alcoholic liquors, in health and disease. Philadelphia: Blanchard & Lea.
- Carpenter, William Benjamin (12. marts 1852). "On the influence of suggestion in modifying and directing muscular movement, independently of volition". Proceedings of the Royal Institution of Great Britain. The Royal Institution: 147-153.